# Organo positivo
L'organo positivo (chiamato anche semplicemente positivo o organo da camera) è un piccolo organo a canne, dotato di un'unica tastiera.
Il suo nome deriva dal latino ponere, "collocare", in quanto nelle sue versioni più antiche era posato su un tavolo o su un cavalletto, in contrapposizione all'organo portativo che l'esecutore teneva a tracolla o appoggiato alla gamba.

## Storia
L'organo positivo è una diretta evoluzione dell'organo portativo. L'aggiunta di ulteriori file di canne  su questi ultimi e l'uso di tastiere più estese comportarono inevitabilmente un aumento di peso e di dimensioni, rendendo di fatto impossibile continuare a trasportarli a tracolla come avveniva usualmente.
Si iniziò, quindi, a posare questi strumenti da qualche parte, generalmente su un tavolo o su un cavalletto. Restando comunque molto più piccoli degli organi monumentali, gli organi positivi potevano essere facilmente smontati e trasportati. Erano impiegati come strumenti di accompagnamento nella polifonia, nella pratica musicale domestica e in tutte quelle occasioni in cui serviva uno strumento trasportabile.
Gli organi positivi del XVI secolo dispongono di una sola tastiera, fino a quattro registri e due mantici usati alternativamente, in modo da non interrompere il flusso dell'aria, che devono essere azionati da una seconda persona. La pedaliera è presente in alcuni modelli (ad es. quelli rinascimentali), ma in ogni caso non dispone di registri propri. I registri comunemente presenti erano di solito un principale, una o due file di ripieno e un registro di flauto. Successivamente, nel corso del XVII secolo, vennero aggiunti anche altri registri, come il bordone e il regale. 
In Italia il positivo non ebbe un vero e proprio sviluppo, restando sempre nella caratteristica forma di mobile ad armadio, alto circa due metri, posizionato nei pressi del presbiterio e utilizzato per accompagnare i canti dell'assemblea. Nei paesi dell'Europa centrale come la Germania, invece, il positivo si diffuse sotto forma di truhenorgel ("organo a cassapanca", per via della forma), costituito da un mobile alto circa un metro, contenente le canne al suo interno e il manuale sul piano orizzontale superiore, usato sia nella chiese che nelle orchestre, dove era impiegato nella realizzazione del basso continuo.
Successivamente, in molte chiese dell'Europa centrale cominciò a essere affiancato all'organo monumentale fino ad arrivare a essere parte integrante di quest'ultimo: venne infatti posizionato alle spalle dell'esecutore e prese il nome di Rückpositiv ("positivo tergale").